# Площади Уфы
Пло́щади Уфы́ — площади города Уфы и исторического города Черниковска (Черниковки), первая из которых — Троицкая, наиболее крупная — Верхнеторговая, главная городская — Ленина.

## История
К первым площадям города Уфы относятся площади в Старой Уфе — Троицкая в Уфимском кремле, и Нижнеторговая у подножия Троицкого холма, на берегу реки Белой.
В XIX веке, при разработке нового плана города, В. Гесте запроектировал в Новой Уфе площади в соответствии с их назначениями — Александровскую, Верхнеторговую, Дровяную, Николаевскую, Никольскую, Рождественскую, Сенную и Соборную — которые переняли функции первых площадей. К концу XIX века сформированы также Ивановская, Лагерная, Нижегородская и Привокзальная площади, а также площадь Царских конюшен.
В 1930-х, в Новой Уфе, после уничтожения Воскресенской собора на Соборной площади, сформирована новая главная городская площадь — Советская. После уничтожения Александровской церкви и строительства комплекса жилых домов специалистов, восточнее Александровской площади сформирована Профсоюзная площадь.
В 1940-х — 1950-х, при разработке плана и строительстве города Черниковска, запроектированы и сформированы площади Калинина и Серго Орджоникидзе, а в 1960-х — Машиностроителей. Административная площадь города была запроектирована, но так и не сформирована.
В 1950-х — 1960-х сформированы площади Володарского в Восточной слободе и Салавата Юлаева в Новой Уфе. Также, на месте площади Царских конюшен, в Новой Уфе сформирована площадь 50 лет Октября, при строительстве монумента Дружбы, на месте Троицкой площади, в Старой Уфе сформирована Первомайская площадь; при строительстве здания Уфимского городского комитета, в Глумилино сформирована новая главная городская площадь Ленина; при строительстве Дворца спорта, перед ним сформирована площадь.